# Mats Åberg (ambassadör)
Mats Olov Åberg, född 7 februari 1944 i Stockholm, är en svensk diplomat.
Efter filosofie kandidatexamen 1966 arbetade Mats Åberg som lärare vid Södra Latin i Stockholm 1965–1969, innan han 1969 anställdes vid utrikesdepartementet. Han var ambassadsekreterare i Kairo 1972–1974 och i Berlin 1974–1976. Han tjänstgjorde därefter som departementssekreterare på UD 1976–1980, innan han 1981 utsågs till charges d'affaires i Vientiane. Han var ambassadråd och handelsråd vid svenska ambassaden i Moskva 1984–1987, minister i Oslo 1987–1990 och på UD 1990–1991. Mats Åberg var Sveriges ambassadör i Hanoi 1991–1994, på UD 1994–1995 och var därefter chef för riksdagens internationella kansli 1995–2001. Han var Sveriges ambassadör till Europarådet 2001–2004 och har därefter haft ambassadörs ställning med olika uppdrag för UD:s räkning.